# Anarolius bicolor
Anarolius bicolor là một loài ruồi trong họ Asilidae. Anarolius bicolor được Theodor miêu tả năm 1980. Loài này phân bố ở vùng Cổ Bắc giới và châu Á.